# Сага о Ньяле
Сага о Ньяле (исл. Njáls saga, Brennu-Njáls saga, Njála) — самая известная и длинная из так называемых саг об исландцах.
Одна из двух саг этой группы, связанных с южным побережьем Исландии. Описанные в ней события происходили в 980-х — 1010-х годах.
«Сага» входит во Всемирную библиотеку (список наиболее значимых произведений мировой литературы Норвежского книжного клуба).

## Сюжет
В начале саги главными героями являются сводные братья Хёскульд сын Колля из Долин и Хрут сын Херьольва, богатые и знатные люди, живущие в Долинах Широкого Фьорда. Хрут женился на Унн, дочери хёвдинга Мёрда Скрипицы, но этот брак оказался неудачным и быстро распался по инициативе Унн. У Хёскульда выросла красавица дочь, Халльгерд Длинноногая, отличавшаяся, правда, плохим характером и неумением вести домашнее хозяйство. Она побудила одного из своих домочадцев убить её первого мужа, Торвальда сына Освивра. Потом Халльгерд вышла за Глума сына Олейва Рукоятки, и её второй муж погиб от той же руки, но уже против воли жены. Халльгерд отослала убийцу к своему дяде Хруту, зная, что тот отомстит. Так и произошло.
Третьим мужем Халльгерд стал Гуннар сын Хамунда, идеальный герой саги: благородный человек и прекрасный воин. Его верным другом был Ньяль, мудрый человек и большой знаток законов, к которому Гуннар часто приходил за советом. Вместе с ним они пережили не одно испытание и победили много врагов.
После смерти Гуннара в саге говорится о Траине сыне Сигфуса, сыновьях Ньяля и Кари, дружиннике ярла Оркнейских островов, который стал сыновьям Ньяля большим другом, уехал вместе с ними в Исландию после совместно прожитых приключений в Шотландии и Норвегии и женился на дочери Ньяля.
Далее в саге упоминается о распре Траина сына Сигфуса и сыновей Ньяля, крещении Исландии, убийстве Хёскульда сына Траина (приёмного сына Ньяля) и последующих трагических для рода Ньяля событиях.

## Центральные персонажи
- Хёскульд сын Колля из Долин
- Хрут сын Херьольва, единоутробный брат Хёскульда
- Халльгерд Длинноногая, дочь Хёскульда
- Гуннар сын Хамунда
- Ньяль сын Торгейра Голльнира
- Скарпхедин сын Ньяля
- Траин сын Сигфуса
- Флоси Поджигатель
- Кари сын Сёльмунда
- Хёскульд Белый Годи

## Обстоятельства создания
Автор саги, а также точное время её написания неизвестно. В настоящее время считается, что она была написана в конце XIII века, то есть позднее других «саг об исландцах». Сохранилось около 60 рукописей с текстом саги, 19 из которых датируются XIV—XVI веками, что, по мнению исследователей, свидетельствует об её большой популярности в Средние века.

## Особенности
Для саги характерен захватывающий драматизм действия. Кроме того, исследователи отмечают правдивость изображённых в ней действующих лиц. Этой саге посвящено множество работ, одной из самых капитальных считается исследование Эйнара Оле Свенсона.

## В современной культуре
- В 1966 году сюжет саги был пересказан в книге «Горящий Ньял» британского писателя Генри Триса.
- В «Летающем цирке Монти Пайтона» эпизод № 27 имеет название «Сага о Ньяле», при этом у шоу нет ничего общего с сагой, кроме имён действующих лиц.
- Короткометражный исландский фильм «Сага о сгоревшем Ньяле».

## Публикации на русском языке
- Сага о Ньяле // Исландские саги / Перевод С. Д. Кацнельсона (гл. I–XXXVIII), В. П. Беркова (гл. XXXIX–CXXIV и CXXXI–CLIX), М. И. Стеблин-Каменского (гл. CXXV–CXXX). Стихи в переводе О. А. Смирницкой и А. И. Корсуна. — М., 1956.